# Leeseo
Lee Hyun-seo (en hangul, 이서, en hanja, 李書; Gapyeong-gun, 21 de febrero de 2007), mejor conocido por su nombre artístico Leeseo, es una cantante surcoreana, conocida por ser parte del grupo femenino surcoreano Ive bajo la agencia Starship Entertainment, siendo su empresa matriz la reconocida compañía surcoreana Kakao Music.

## Primeros años
Leeseo nació el 21 de febrero de 2007, en Gyeonggi, Corea del Sur. Fue una modelo infantil en SM Entertainment.

## Carrera

### Predebut

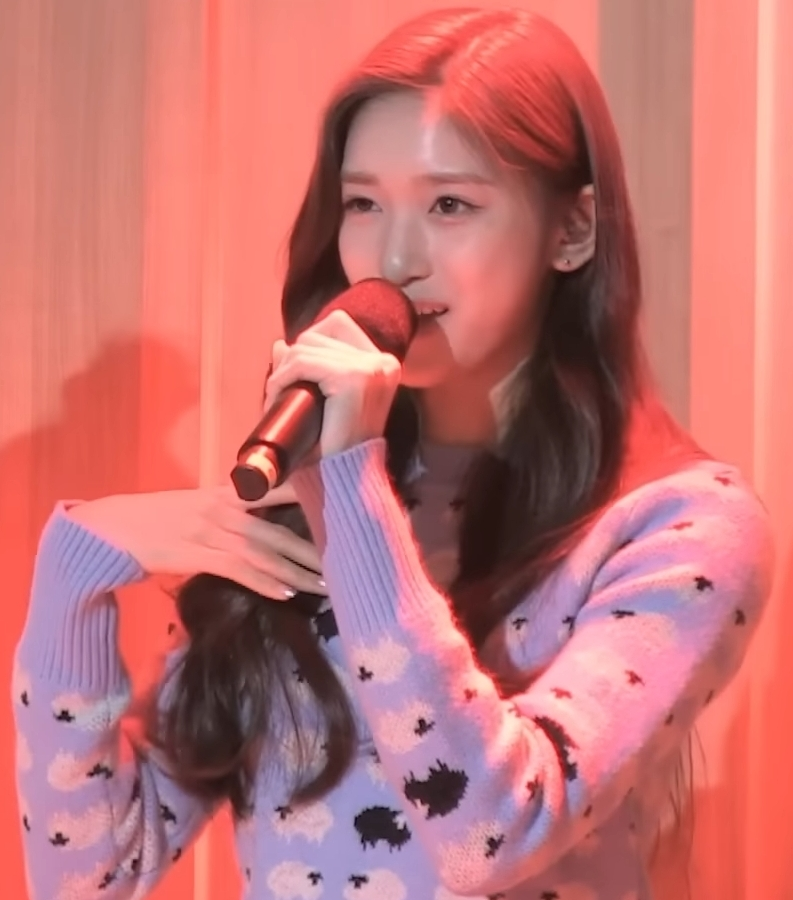
IVE_Leeseo_in_December_2021

El 1 de noviembre, Starship Entertainment abre oficialmente las redes sociales de su nuevo grupo de chicas bajo el nombre Ive. El 7 de noviembre del 2021, Leeseo es presentada como la sexta y última integrante de Ive siendo anunciada como una vocalista. El 8 de noviembre, Starship Entertainment anuncia que Ive debutará en la industria el 1 de diciembre de 2021.

### Debut con Ive
El 1 de diciembre, Leeseo debutó oficialmente como una integrante de Ive junto a An Yujin, Jang Wonyoung, Liz, Rei y Gaeul con su primer álbum, Eleven, presentado con un sencillo con el mismo nombre, que encabezó todas las listas musicales surcoreanas con el debut.  Obtuvieron su primer premio con "Rookie of the Year" y "Song of the Year", más conocido como Daesang por ser un premio de alto rango. 
Leeseo debuta en Ive con 14 años a nivel internacional y 15 años en Corea del Sur. 

### Junio 2022: Blue & Black
El 6 de junio de 2022, se anunció que los miembros de Ive, Oh My Girl y Cravity colaborarían para un sencillo digital que se lanzaría como parte del proyecto de colaboración en curso de Starship Entertainment con Pepsi. Ese mismo día, se revelaron los miembros de dichos grupos que estarían participando, incluyendo a Leeseo y Wonyoung. El sencillo colaborativo, titulado "Blue & Black", fue lanzado el 28 de junio.

## Otras Actividades

### Reconocimientos
En diciembre de 2021, ocupó la posición #10 del Ranking de Reputación de marca para integrantes de grupos femeninos, sin tener un mes de haber debutado, siendo una de las idols más jóvenes que más rápido ha ganado un reconocimiento como ese. Su Reputación de marca se posiciona con unos impresivos 1,542,137M.
El 18 de agosto de 2023, Leeseo fue elegida como embajadora de la marca estadounidense The North Face. Fue elegida por su personalidad y su energía positiva, como asimismo su encanto de parecer caro y lujoso, que combinaron con la imagen de la marca. 

### Educación
El 8 de noviembre de 2022, Starship, la empresa de Leeseo, anunció que ella fue aceptada en el centro de estudios Hanlim Multi Art School, en el departamento de Entretenimiento y Radiofusión.

## Discografía

### Sencillos Promocionales
| Título                                                                 | Año | Posiciones Considerables | Álbum          |
| Título                                                                 | Año | KOR Down.                | Álbum          |
| ---------------------------------------------------------------------- | --- | ------------------------ | -------------- |
| "Blue & Black" (junto a Jang Won-young, Hyojung, Arin, Serim y Jungmo) | 20  | 35                       | Único Sencillo |

## Videografía

### Vídeos Musicales
| Título                                                              | Año  | Director(es)                     | Duración | Ref.   |
| ------------------------------------------------------------------- | ---- | -------------------------------- | -------- | ------ |
| "Blue & Black" (with Jang Won-young, Hyojung, Arin, Serim & Jungmo) | 2022 | Choi Young-ji (PinkLabel Visual) | 3:37     | [ 19 ] |